# Vyssiniá
Vyssiniá (Vyssinia) är en ort i Grekland.   Den ligger i prefekturen Nomós Kastoriás och regionen Västra Makedonien, i den norra delen av landet, 400 km nordväst om huvudstaden Aten. Vyssiniá ligger 911 meter över havet och antalet invånare är 127.
Terrängen runt Vyssiniá är huvudsakligen kuperad, men österut är den bergig. Runt Vyssiniá är det glesbefolkat, med 12 invånare per kvadratkilometer. Närmaste större samhälle är Florina, 19,5 km norr om Vyssiniá. Omgivningarna runt Vyssiniá är en mosaik av jordbruksmark och naturlig växtlighet.